# Hesla
Hesla är en ort i Indien.   Den ligger i distriktet Girīdīh och delstaten Jharkhand, i den östra delen av landet, 1 000 km sydost om huvudstaden New Delhi. Hesla ligger 370 meter över havet och antalet invånare är 6 286.
Terrängen runt Hesla är platt, och sluttar österut. Runt Hesla är det tätbefolkat, med 459 invånare per kvadratkilometer. Närmaste större samhälle är Barki Saria, 12,5 km norr om Hesla. Trakten runt Hesla består till största delen av jordbruksmark.